# Гідрографічна мережа
Гідрографі́чна мере́жа (англ. hydrographic network; drainage net, нім. Gewässernetz n, hydrographisches Netz n) — сукупність рік та інших постійних і тимчасових водотоків, а також озер, водосховищ, боліт та інших водойм на якій-небудь території. Синонім: гідрографічна сітка. 
Густоту гідрографічної мережі даної річкової системи визначають як відношення суми довжин річкових потоків даної системи в кілометрах до площі її басейну, вираженої в квадратних кілометрах (км/км²). 
Гідрографічна мережа в сучасному її вигляді формується досить тривалий час під впливом насамперед клімату, геологічних та інших чинників. 
Частиною гідрографічної мережі є руслова сітка — сукупність русел всіх водотоків на певній території. 